# Corvus leucognaphalus
El cuervo de la Española o cuervo de cuello blanco (Corvus leucognaphalus) es una especie de ave paseriforme de la familia Corvidae endémica de la isla de La Española. Debe su nombre a que debajo de las plumas negras del cuello tiene una banda a modo de collar de plumas blancas.

## Descripción
Es el cuervo más grande del Caribe y mide de 48 a 51 cm. Tiene un gran pico y una cola elegante. Con excepción de un collar de plumas blancas, su plumaje es completamente negro con un brillo púrpura o azulado a la luz. Tiene los ojos rojos anaranjados. 

## Distribución y hábitat
Su área de distribución en la República Dominicana se limita al parque nacional Jaragua, parque nacional del Este, parque nacional Los Haitises, la Sierra de Bahoruco, y la isla Saona. En Haití se distribuye en las islas del litoral de Isla de la Gonâve e isla Vaca. Esta extinto en Puerto Rico desde 1963.
Habita en tierras bajas de las regiones boscosas y en montañas altas con bosque húmedo, incluyendo bosques sobre roca caliza. No tolera hábitats degradados o zonas abiertas por la tala de bosques aunque suele visitar zonas urbanas fuera de la ciudad.

## Comportamiento
Normalmente se encuentra en parejas o pequeños partidos en los árboles frutales. Se alimenta principalmente de frutas y semillas, pero también come pequeños vertebrados e insectos. Anida en los grandes árboles o en palmeras.

## Conservación
Es una especie amenazada por la pérdida de hábitat y la cacería furtiva. En La Española, era un ave local común pero a partir de 1980 hubo un descenso de la población (a menos de 10 000 ejemplares).